# ShowView

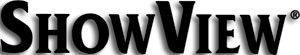
Showview Logo

ShowView is een systeem dat het mogelijk maakt om een videorecorder (of dvd-recorder) automatisch te programmeren met één nummer uit de tv-gids. Het nummer bevat de gecodeerde instellingen voor het opnametoestel.

## Techniek
ShowView werkt samen met Programme Delivery Control (PDC). Zodra er een ShowView-nummer is opgeslagen in de recorder, weet de recorder de geplande start- en eindtijd van het programma. Om wijzigingen in het uitzendschema op te vangen, begint de recorder ongeveer een uur van tevoren op teletekst (pagina 222) te zoeken naar de bijbehorende startcode. Tijdens de opname wordt er ook gekeken naar de eindcode. Hiernaar wordt gezocht tot een dag na de oorspronkelijk geplande eindtijd.
Het ShowView-nummer wordt gemaakt door de datum en de tijd in een formule te verwerken. De uitkomst is een getal dat uniek is en alleen voor één bepaalde datum-tijd-combinatie staat.
Deze formule is geen open standaard en mag daarom alleen door de patenthouder gebruikt worden.
Vaak worden de gebruikte gidsnummers automatisch toebedeeld bij de eerste installatie. Ze kunnen echter indien nodig ook handmatig worden ingesteld.